# Laura Green
Laura Green est une épidémiologiste et universitaire britannique, également vice-chancelière et directrice du College of Life and Environmental Sciences de l'Université de Birmingham,.

## Biographie
Laura Elizabeth Green étudie la médecine vétérinaire à l'Université de Bristol. Elle travaille brièvement en tant que vétérinaire, avant de débuter une maîtrise en épidémiologie. Elle obtient une maîtrise de la London School of Hygiene & Tropical Medicine. Elle retourne alors à l'Université de Bristol pour son doctorat, où elle étudie les maladies des agneaux dans les premiers troupeaux d'agnelage.

## Recherches et carrière scientifique
Laura Green rejoint l'Université de Warwick en 1999, où elle est nommée présidente en 2005. Ses recherches portent sur les maladies endémiques du bétail d'élevage,.  Elle étudie les maladies infectieuses, telle la Mycobacterium bovis chez les bovins, la lymphadénite caséeuse chez les moutons, ou le syndrome de dépérissement multisystémique post-sevrage, chez les porcs,.
La chercheuse se concentre également sur la pourriture du pied chez les moutons et utilise ses résultats pour soutenir les agriculteurs. Elle démontre qu'un traitement rapide avec des antibiotiques peut réduire la boiterie chez les moutons. Plus précisément, une seule injection d'antibiotiques a ou aider 95% des moutons,. Ses résultats ont réduit la prévalence de la pourriture du pied du mouton de 50%, avec comme objectif premier de permettre à l'industrie de l'élevage ovin d'économiser près de deux millions de livres sterling par an. Elle étudie également l'impact des attitudes et des personnalités des agriculteurs sur leur gestion du bétail. 
En 2014, Laura Green est nommée directrice de la School of Life Sciences. Elle est également nommée vice-chancelière adjointe de l'Université de Warwick en 2017.
En 2018, Laura Green rejoint l'Université de Birmingham en tant que vice-chancelière et directrice du College of Life and Environmental Sciences en 2018. Elle siège au conseil consultatif du programme d'économie rurale et d'utilisation des terres.

## Reconnaissance
En 2017, Laura Green est récompensée de l’Ordre de l'Empire britannique (OBE), et de la bourse de la Royal Society of Biology (FRSB), anciennement la bourse de la Society of Biology (FSB), une récompense et une bourse accordées à des personnes que la Royal Society of Biology jugent avoir apporté une "contribution importante à l'avancement de la biologie et qui ont acquis pas moins de cinq ans d'expérience à un poste de responsabilité supérieure ". 

## Distinctions
- 2013 : Médaille de la Royal Agricultural Society of England[19]
- 2013 : Élue au conseil du Conseil de recherche en biotechnologie et sciences biologiques (BBSRC)
- 2017 : Ordre de l'Empire britannique
- 2019 : Membre honoraire à vie de la Society of Veterinary Epidemiology and Preventive Medicine

## Publications
Parmi une sélection non exhaustive :
- Impact de la boiterie clinique sur le rendement laitier des vaches laitières, Laura Green, V.J. Hedges, Y.H. Schukken, R.W. Blowey, A.J Packington, Journal of Dairy Science. 85 (9): 2250–2256. 2002, doi:10.3168/jds.s0022-0302(02)74304-x. ISSN 0022-0302. PMID 12362457.
- Assessment of the welfare of dairy caftle using animal-based measurements: direct observations and investigation of farm records, H. R Whay, D. C. J Main, Laura Green, A. J. F Webster, Veterinary Record. 153 (7): 197–202. doi:10.1136/vr.153.7.197. ISSN 0042-4900.*"The Microbial Habitat: An Ecological Perspective". Microbial Ecology. John Wiley & Sons, Inc.: 103–130, 2011, doi:10.1002/9781118015841.ch4.  (ISBN 978-1-118-01584-1).